# Биячът на мравки
„Биячът на мравки“ (на английски: The Ant Bully) е американска компютърна анимация от 2006 г., режисирана и написана от Джон Дейвис и е базирана на едноименната детска книга от 1999 г., написана от Джон Никъл. С гласовете на Джулия Робъртс, Никълъс Кейдж, Мерил Стрийп, Пол Джиамати, Реджина Кинг, Брус Кембъл и Лили Томлин, продуциран е от „Плейтоун“ на Том Ханкс и Гари Гоцман, „DNA Productions“ на Дейвис и Кийт Алкорн, и „Леджендари Пикчърс“ в техния им първи анимационен филм, и е разпространен от „Уорнър Брос Пикчърс“. Премиерата на филма е на 28 юли 2006 г. в Съединените щати.

## Сюжет
Малкият Лукас Никълс е момче, което доста често пръска с воден пистолет колония мравки. За да прекратят това, мравките използват една отвара с която го смаляват с размерите на мравка. В мравуняка Лукас си намира нови приятели и преживява чудни приключения.

## Актьорски състав
- Зак Тайлър Айзън – Лукас Никъл, 10-годишно момче, което непрекъснато е тормозено от другите деца и главния герой във филма.
- Джулия Робъртс – Хова, работлива мравка, която първа помогна на Лукас.
- Никълъс Кейдж – Зок, мравка магьосник, който направи отварата с която смали Лукас.
- Мерил Стрийп – Кралицата на мравките, водач на мравешката колония.
- Пол Джиамати – Стан Бийлс, местен унищожител
- Реджина Кинг – Крийла, мравка учителка и близка приятелка на Хова.
- Брус Кембъл – Фугакс, мравка скаут, който обича да се хвали и харесва Крийла.
- Лили Томлин – Момо, баба на Лукас Никъл
- Чери Отери – Дорийн Никъл, майка на Лукас Никъл
- Лари Милър – Фред Никъл, баща на Лукас Никъл
- Алисън Мак – Тифани Никъл, по-голямата сестра на Лукас Никъл
- Рикардо Монталбан – Ръководител на съвета
- Майлс Джефри – Стийв, съседския побойник
- Джейк Т. Остин – Ники, съседското момче
- Роб Полсън – Бръмбар
- С. Скот Бълок – Червей
- Марк ДеКарло – Муха
- Ричард Грийн – Водач на насекомите
- Дон Фрай – Мравка войник
- Франк Уелкър – Жаба и Гъсеница

Допълнителни гласове
- Тайлър Джеймс Уилямс
- Джейшън Фишър
- Том Кени
- Нийл Рос
- Боб Джоулс
- Уоли Уингърт
- Леон Морензи
- Джонатан Кук
- Клайв Робертсън
- С. Скот Бълок
- Сюзън Сайло
- Зак Шада
- Макс Бъркхолдър
- Бенджамин Брайън
- Джордан Ор
- Кенди Майло
- Ника Фътърман
- Колин Форд
- Никол Съливан
- Пол Грийнбърг
- Дейвид Кей

## Музика
Саундтракът на филма е композиран от Джон Дебни, който преди работеше с Дейвис за „Джими Неутрон: Момчето гений“. Филмът няма песни.

## В България
В България филмът е пуснат по кината на 22 септември 2006 г. от „Александра Филмс“.
На 30 януари 2007 г. е издаден на DVD от „Съни Филмс“.
През 2008 г. е излъчен по HBO с български дублаж, записан в студио Доли. Ролите се озвучават от Ралица Ковачева-Бежан, Ася Рачева, Вилма Карталска, Радослав Рачев и Тодор Георгиев.
През 2012 г. се излъчва по каналите на „БТВ Медиа Груп“.